# 센티넬 프라임
센티넬 프라임(Sentinel Prime)은 트랜스포머 작품에서 등장하는 캐릭터이다. 다중우주 설정으로 다른 세계관, 다른 트랜스포머 작품의 센티넬 프라임도 등장하나 다른 인물들이다.

## 상세
센티널은 열세 명의 최초의 프라임의 일원이 아니였으며 오랜 시대가 흐르면서 사이버트로니안들에 의해 투표로 뽑힌 프라임이다. 사이버트론의 통치자였으며 쿠인테슨들을 몰아내고 사이버트론의 황금시대를 연 인물이다.
애니메이티드 세계관에서는 사이버트론 엘리트가드 소속이며 울트라 매그너스의 휘하이자 옵티머스 프라임과 동기이다.  또한 성격은 상당히 오만하고 찌질이스러운 면이다.

## 성우
- 트랜스포머 애니메이티드 - 타운젠드 콜맨
- 트랜스포머 워 포 사이버트론 - 트로이 베이커
- 트랜스포머3 - 레너드 니모이